# Rácz Róbert
Rácz Róbert (Miskolc, 1967. december 31. –) a Hajdú-Bihar Vármegyei Kormányhivatal kormánymegbízottja, főispánja.

## Életpályája
A debreceni Kossuth Lajos Tudományegyetemen szerzett történelem-angol nyelv és irodalom szakos tanári diplomát 1993-ban. 1998 és 2002 között a debreceni önkormányzat főtanácsadójaként dolgozott.
2002-től országgyűlési képviselő, 2006-tól 2011-ig a Hajdú-Bihar Megyei Közgyűlés elnöke. 2008-tól a Fidesz Országos Választmányának alelnöke. 2011-2014 között a Hajdú-Bihar Megyei Kormányhivatal kormánymegbízottja.